# Gare d'Auxonne
La gare d'Auxonne est une gare ferroviaire française située sur le territoire de la commune de Tillenay, à proximité de la ville d'Auxonne dans le département de la Côte-d'Or en Bourgogne-Franche-Comté.

## Situation ferroviaire
Elle est située au point kilométrique (PK) 346,077 de la ligne de Dijon-Ville à Vallorbe (frontière). Son altitude est de 188 mètres.

## Histoire
Le bâtiment des voyageurs fait l’objet d’une inscription au titre des monuments historiques depuis le 28 décembre 1984. Il a la même disposition que celui de la gare de Dole-Ville due à l'architecte Alfred Ducat, dotée de façades ont au style différent.

## Fréquentation
De 2015 à 2023, selon les estimations de la SNCF, la fréquentation annuelle de la gare s'élève aux nombres indiqués dans le tableau ci-dessous.
| Année                     | 2015    | 2016    | 2017    | 2018    | 2019    | 2020    | 2021    | 2022    | 2023    |
| ------------------------- | ------- | ------- | ------- | ------- | ------- | ------- | ------- | ------- | ------- |
| Voyageurs                 | 269 718 | 272 128 | 284 494 | 270 708 | 298 952 | 246 666 | 258 572 | 362 209 | 375 248 |
| Voyageurs + non voyageurs | 337 148 | 340 160 | 355 617 | 338 385 | 373 690 | 308 332 | 323 215 | 452 762 | 469 060 |

## Service des voyageurs

### Accueil
La gare dispose d'un bâtiment voyageur avec guichets, ouverts du lundi au vendredi. Un distributeur de billets régionaux sur le quai no 1 et un distributeur de billets grandes lignes dans le hall de la gare sont également disponibles.

### Desserte
La gare fait partie du réseau TER Bourgogne-Franche-Comté.
Les trains qui s'arrêtent dans cette gare sont des TER sur la ligne commerciale Dijon – Dole – Besançon.

### Correspondances
La gare est desservie par la ligne 110 du réseau d'autocars régional Mobigo.

## Service des marchandises
La gare est fermée au trafic fret depuis le 1er juillet 2006.

## Galerie de photos

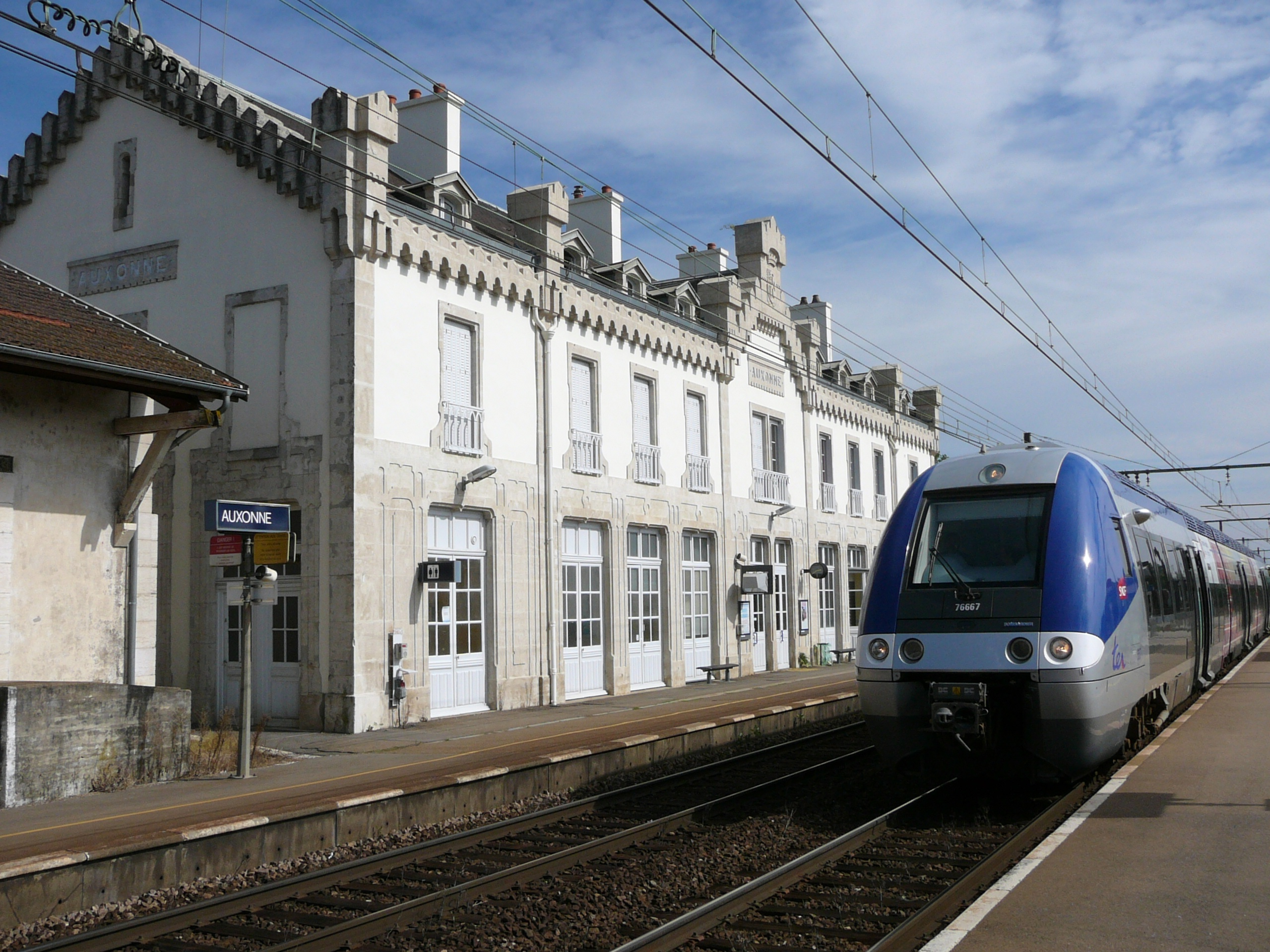
Gare d'Auxonne vue du quai direction Dijon avec un XGC St Claude-Dijon
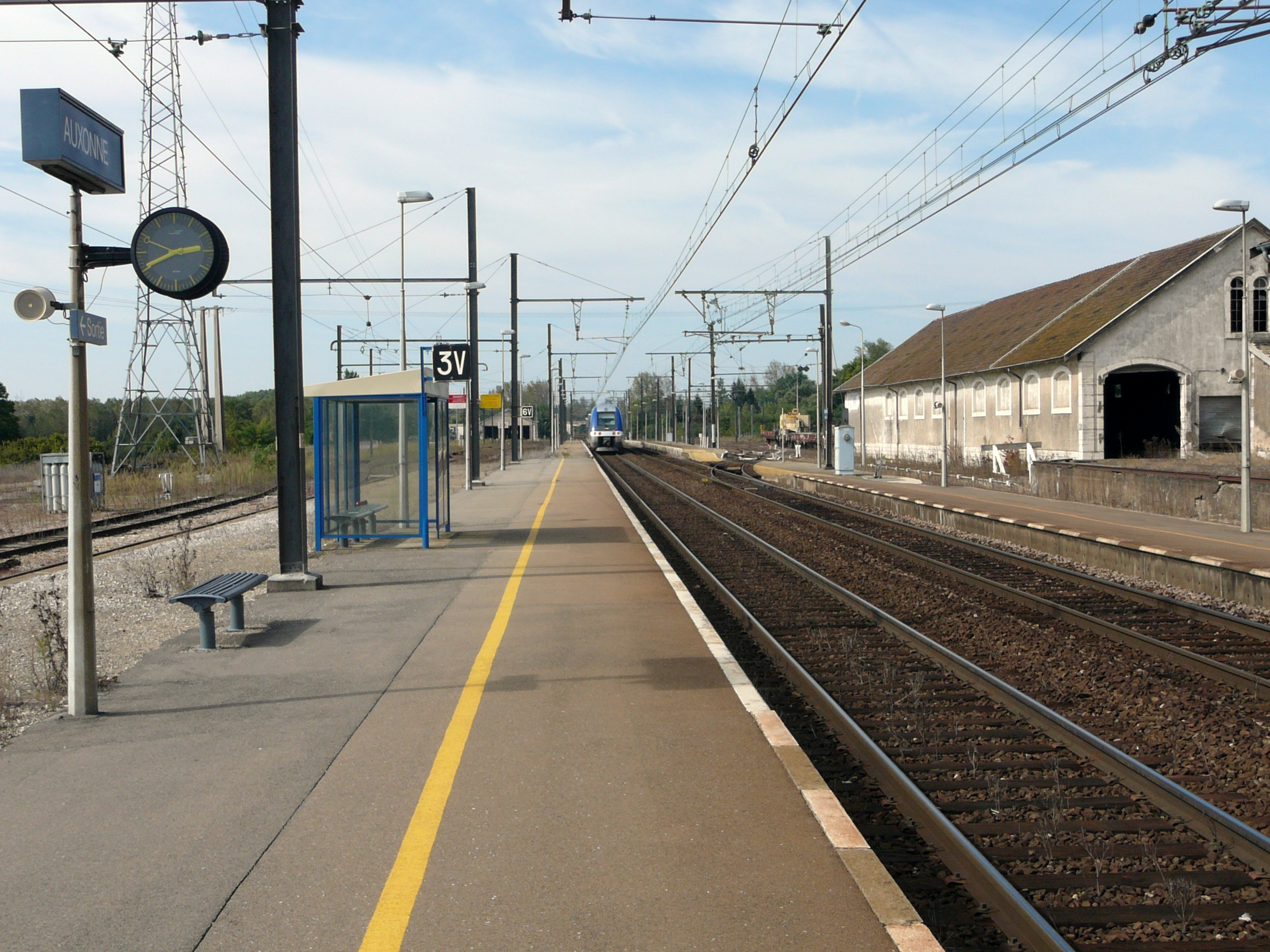
Gare d'Auxonne direction Dijon
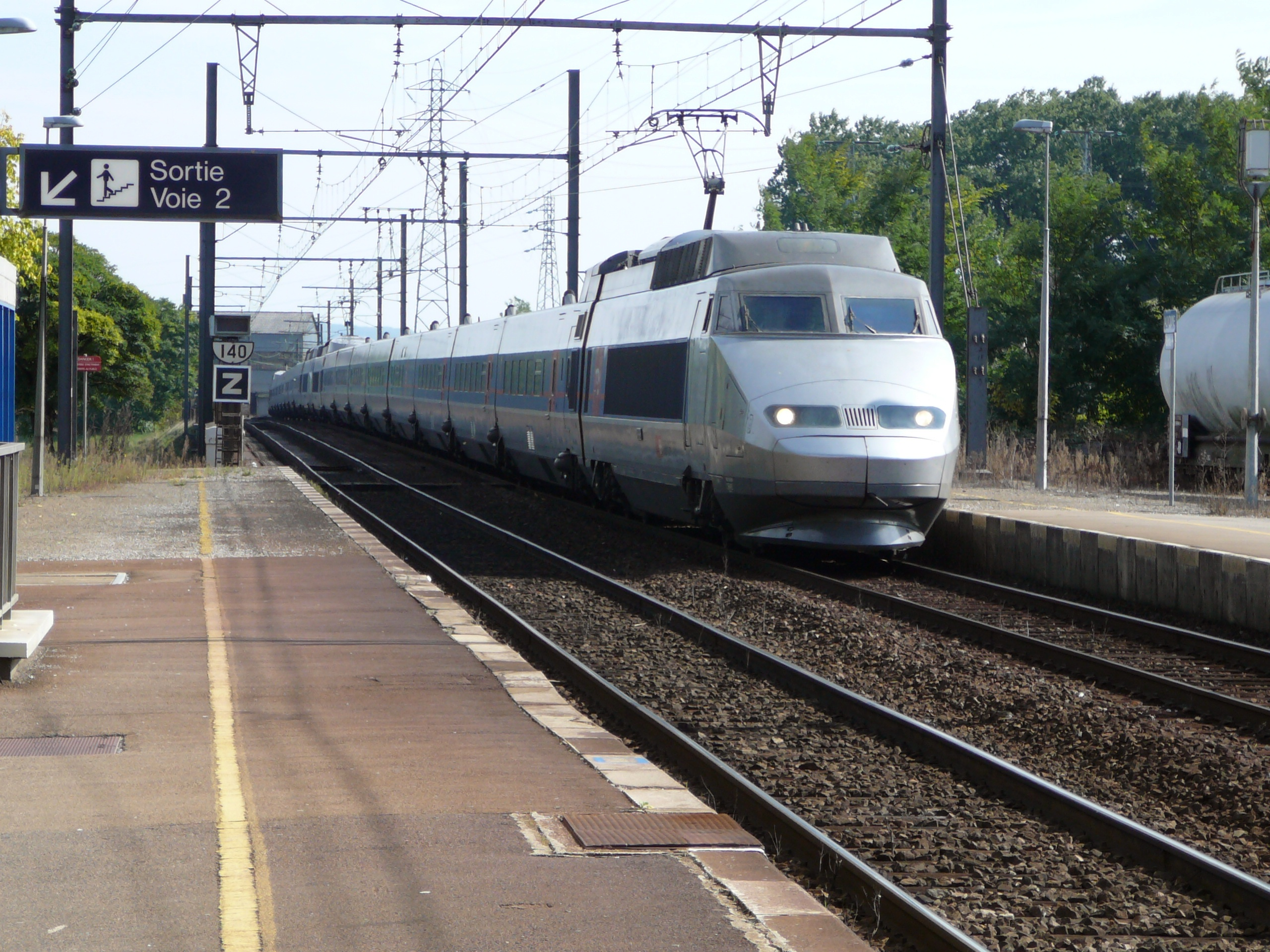
Gare d'Auxonne direction Dole et passage d'un TGV Lausanne-Paris
- Arrivée d'un TER réversible Dijon-Besançon en gare d'Auxonne